# کالکون
کالکون (به انگلیسی: Chalcone) یک ترکیب شیمیایی با شناسه پاب‌کم ۶۳۷۷۶۰ است. که جرم مولی آن ۲۰۸٫۲۶ g/mol می‌باشد.
چالکون‌ها کتون‌های آروماتیک و نیز یک اِنون هستند که هستهٔ اصلی بسیاری از ترکیبات بیولوژیکی مهم می‌باشند.
چالکون‌ها و مشتقاتشان دارای گسترهٔ وسیعی از فعالیت‌های بیولوژیکی از قبیل ضد دیابت، ضد فشارخون ، آنتی‌ویروسی، ضد قارچی، آنتی‌اکسیدانی و … هستند.
چالکون‌ها دارای دو پیک ماکزیمم جذب در ۲۸۰ و ۳۴۰ نانومتر می‌باشند.